# Liste des missions diplomatiques au Kazakhstan

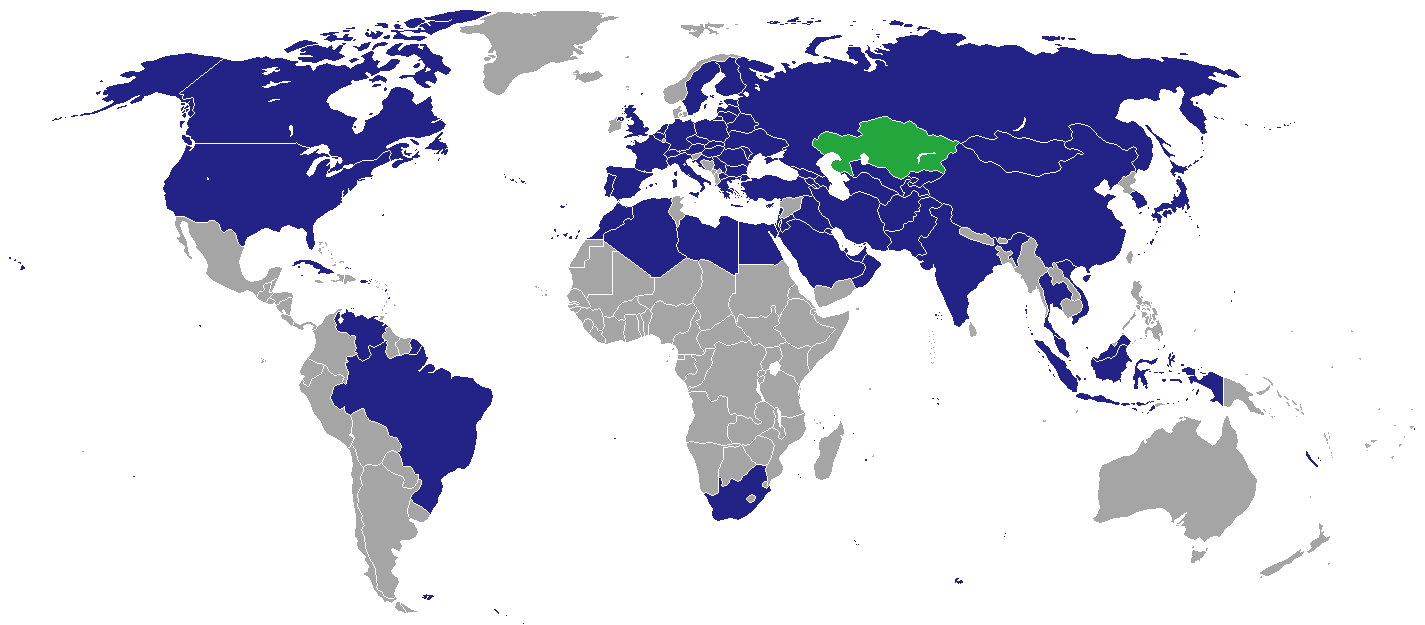
Carte des missions diplomatiques au Kazakhstan

Cet article donne une liste des missions diplomatiques au Kazakhstan.  
Actuellement, la capitale Astana, abrite 65 ambassades.

## Ambassades

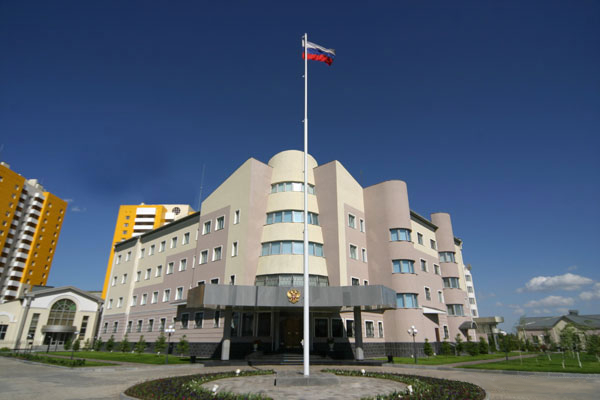
Ambassade de Russie à Astana

Astana
| - Afghanistan - Arménie - Austria - Azerbaïdjan - Biélorussie - Belgique - Brésil - Bulgarie - Canada - Chine - Cuba - Tchéquie - Égypte - Estonie - Finlande - France - Géorgie - Allemagne - Grèce - Vatican - Hongrie - Inde - Indonésie - Iran - Irak - Israël - Italie - Japon - Jordanie - République de Corée - Kirghizistan | - Lettonie - Liban - Libye - Lituanie - Malaisie - Mongolie - Macédoine du Nord - Pays-Bas - Norvège - Oman - Pakistan - Autorité palestinienne - Pologne - Qatar - Roumanie - Russie - Arabie saoudite - Serbie - Slovaquie - Afrique du Sud - Espagne - Suisse - Tadjikistan - Thaïlande - Turquie - Turkménistan - Émirats arabes unis - Ukraine - Royaume-Uni - Ouzbékistan - États-Unis - Venezuela - Viêt Nam |

## Autres postes diplomatiques
- Union européenne (Délégation)

## Bureaux locaux
Almaty
- Afghanistan
- Biélorussie
- Japon
- République de Corée
- Tadjikistan
- États-Unis

Aktau
- Turkménistan

## Ambassades non-résidentes
À partir de Moscou sauf note
| - Argentine - Australie - Bosnie-Herzégovine - Chili - Croatie (Ankara) - Chypre - Danemark - Guatemala - Islande - Irlande - Kenya - Luxembourg - Macédoine du Nord (Ankara) | - Malte - Mexique (Ankara) - Modèle:MLD - Nouvelle-Zélande - Nigeria - Philippines (Islamabad) - Portugal - Singapour (Singapour) - Slovénie - Sri Lanka - Suède (Stockholm) - Uruguay |

## Consulats Généraux/Consulats
Almaty
- Belgique (Consulat)
- Chine
- France
- Allemagne
- Hongrie
- Kirghizistan
- Lettonie (Consulat)
- Mongolie
- Pologne
- Russie
- Suisse
- Turquie [26]
- Turkménistan (Consulat)
- Ukraine

Aktau 
- Azerbaïdjan (Consulat)
- Iran (Consulat)

Oural
- Russie (Consulat)

## Consulats honoraires
Almaty
- Australie
- Autriche
- Chili
- Finlande
- Norvège
- Suède
- Yémen
- Thaïlande